# Suon Thuon
Suon Thuon (20 giugno 1986) è un calciatore cambogiano, di ruolo difensore.

## Carriera

### Nazionale
Ha esordito in Nazionale nel 2004, giocando 4 partite. Torna a difendere i colori del proprio paese nel 2007, giocando 3 incontri.